# Арсенальная улица (Санкт-Петербург)
Арсена́льная улица — улица в Калининском районе Санкт-Петербурга. Меридиональная магистраль в исторических районах Выборгская сторона и Куликово поле. Проходит от Невы (от стыка Арсенальной и Свердловской набережных) до Чугунной улицы.

## История
Улица названа по заводу «Арсенал».
Участок между нынешними Свердловской набережной и Минеральной улицей с 1836 года назывался Старой Муринской дорогой или Старо-Муринской дорогой, поскольку вёл в сторону Мурина. Около 1860-х годов дорога стала называться Муринской улицей, а 5 марта 1871 года получила современное название. 10 сентября 1935 года к Арсенальной была присоединена Успенская улица, проходившая между Минеральной и Чугунной улицами и получившая название 18 января 1913 года.
В 1970-х годах исчез участок Арсенальной улицы севернее Чугунной улицы.

## Общественно значимые объекты
- производственные цеха завода «Арсенал» — улица Комсомола, дом 1—3, литеры АЕ, АТ и П;
- дом 9 — Санкт-Петербургская психиатрическая больница специализированного типа с интенсивным наблюдением;
- корпус ОАО «Завод „Красный выборжец“» — Кондратьевский проспект, дом 6, литера Д;
- дом 27 — вторая площадка троллейбусного парка № 3 (вблизи примыкания к Чугунной улице);
- дом 66 — ОАО «Асфальтобетонный завод № 1».

## Достопримечательности

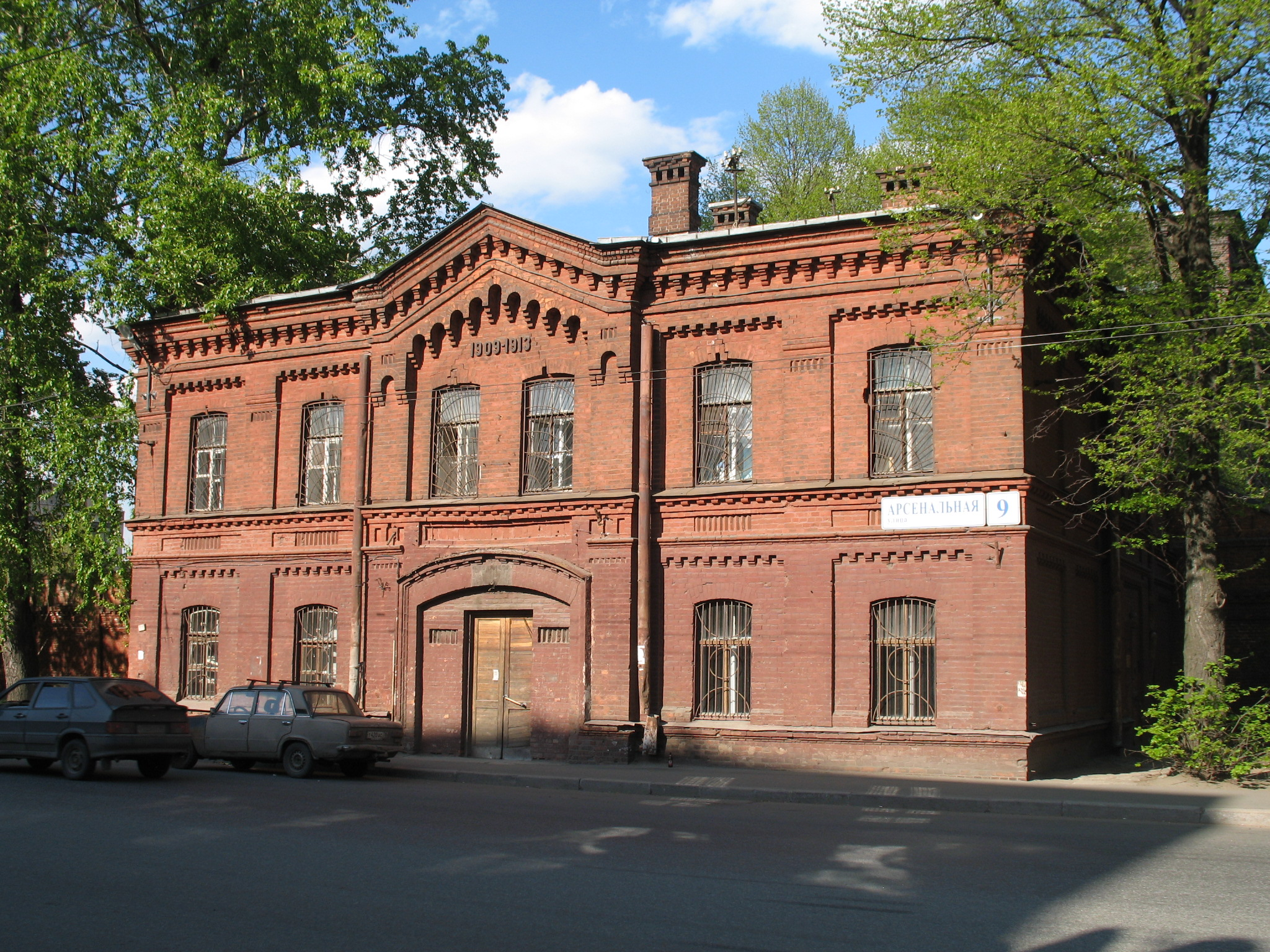
Санкт-Петербургская психиатрическая больница специализированного типа с интенсивным наблюдением

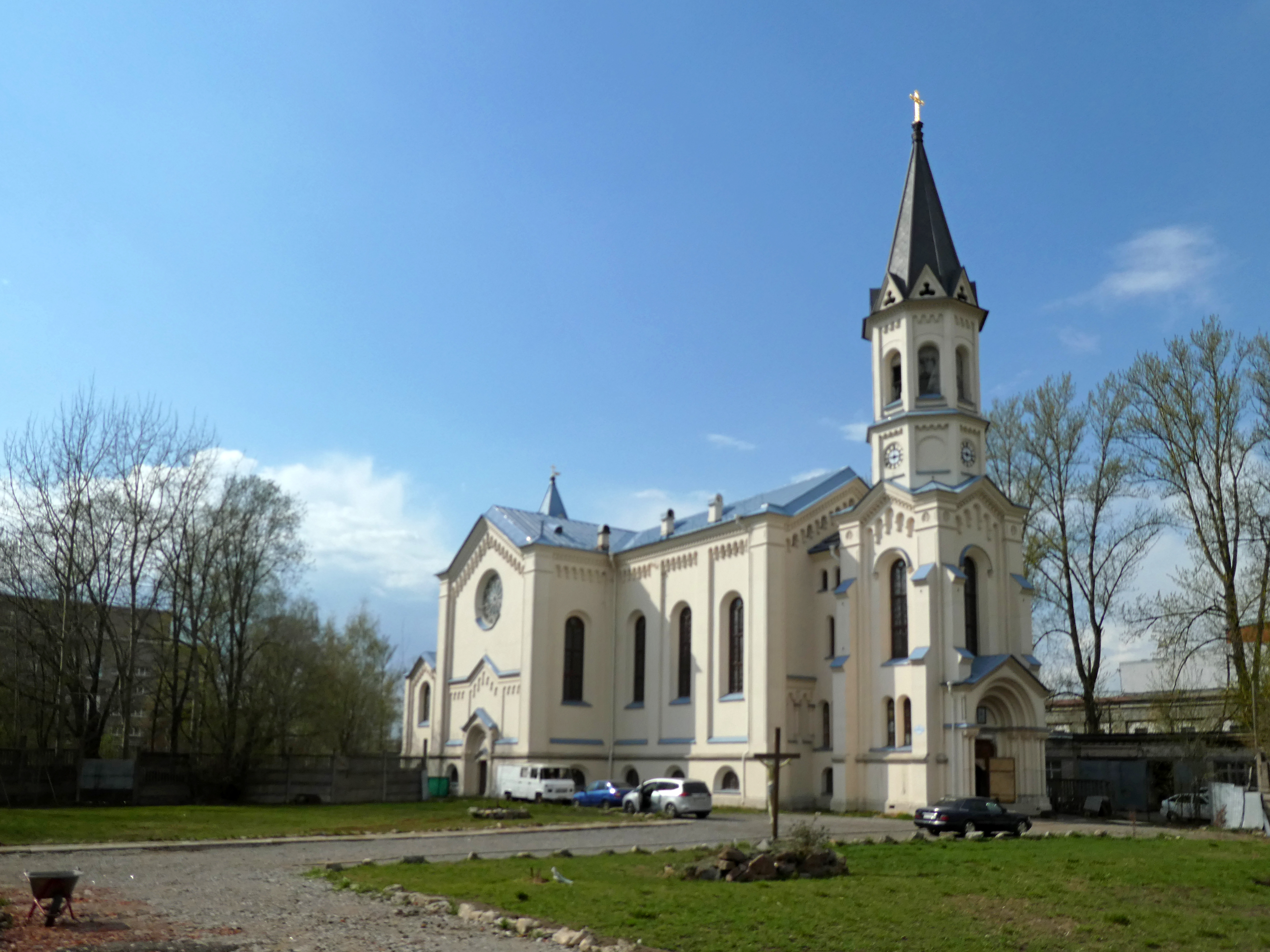
Храм Посещения Пресвятой Девой Марией Елизаветы

- Свердловский сад у примыкания Арсенальной улицы к Свердловской набережной.
- Памятник Александру Кондратьеву в Свердловском саду (именем героя Гражданской войны назван близлежащий Кондратьевский проспект).  Объект культурного наследия народов РФ. Объект № 7800468000 (БД Викигида)
- Старые здания мастерских завода «Арсенал» на углу Арсенальной улицы и улицы Комсомола — часть комплекса зданий «Арсенала» (улица Комсомола, дома 2 и 1—3), построенного в 1844—1849 годах по проекту архитектора А. П. Гемилиана при участии А. А. Тона. Этот краснокирпичный комплекс является, по словам В. Г. Исаченко, одним «из самых выдающихся и ранних памятников промышленной архитектуры города»[4].  Объект культурного наследия народов РФ регионального значения. Объект № 7802556000 (БД Викигида)
- Дом 7, литера Б; дом 7, корпус 2, литера Д — здания бывшей водоподъемной станции общества заречного водопровода, построены в 1875—1888 годах по проекту военного инженера И. О. Рубана.  памятник архитектуры (вновь выявленный объект)[5]
- Дом 11, литеры А, Б, В — дореволюционные здания женской и мужской одиночной тюрьмы, в настоящее время их занимает следственный изолятор (СИЗО № 5 по СПб и ЛО)[6].
- Дома 70, 72 — жилые дома служащих станции «Финляндская-Товарная», предположительно построены в 1912—1914 годах по проекту архитектора Бруно Гранхольма[7].
- Храм Посещения Пресвятой Девой Марией Елизаветы на бывшем Выборгском римско-католическом кладбище (вблизи пересечения с Минеральной улицей — Минеральная улица, дом 21, литера Д). Построен в 1856—1859 годах, перестроен в 1877—1879 годах по проектам архитектора Н. Л. Бенуа в неоготическом стиле.  Объект культурного наследия народов РФ регионального значения. Объект № 7802336001 (БД Викигида)

## Пересечения
С юга на север (по увеличению нумерации домов) Арсенальную улицу пересекают следующие улицы:
- Арсенальная и Свердловская набережные — Арсенальная улица примыкает к их стыку;
- улица Комсомола — примыкание;
- Кондратьевский проспект — примыкание;
- Минеральная улица — примыкание с двух сторон без пересечения;
- Чугунная улица — Арсенальная улица примыкает к ней.

## Транспорт
Ближайшие станции метро — «Площадь Ленина» (кратчайшее расстояние — около 900 м по прямой) и «Выборгская» (около 970 м по прямой от конца улицы) 1-й (Кировско-Выборгской) линии.
По улице проходит автобусный маршрут № 37, троллейбусные маршруты № 8 и № 43.
У конца улицы расположен троллейбусный парк № 2.
На расстоянии около 900 м по прямой от примыкания к Арсенальной улице Кондратьевского проспекта находится Финляндский вокзал.
Западнее Арсенальной улицы, между Минеральной и Чугунной улицами, расположена товарная станция Финляндской железной дороги.[уточнить]

## Перспективы развития
Согласно Генеральному плану Санкт-Петербурга планируется продление Арсенальной улицы до пересечения Полюстровского проспекта с Литовской и Менделеевской улицами.